# Castillo miliar 1
El castillo miliar 1 (Stott's Pow) fue un castillo miliar del Muro de Adriano. Estaba situado cerca del desaparecido valle de Stott's Pow. Sus restos están cubiertos y se encuentran bajo el área recreativa de Miller's Dene. Las primeras excavaciones e investigaciones de la torreta 0B fueron interpretadas erróneamente como el castillo 1. El castillo miliar se encuentra dentro de la parroquia de Wallsend.

## Construcción
El castillo miliar presentaba una planta de eje corto con tipo de entrada desconocido. Se cree que los castillos de eje corto fueron construidos por la legio II Augusta que tenía su base en Isca Augusta (Caerleon).

## Excavaciones e investigaciones
- 1732: Horsley registró el castillo como de eje corto y también su proximidad a Stott's Pow.[4]

- 1848: Collingwood Bruce estudió el muro[5] y escribió:[6]

En la cima de la subida a unos 80 metros del arroyo (Stott's Pow) se encuentra el sitio del primer castillo. El suelo está bajo labranza, pero su superficie ligeramente elevada, (tiene un) número de pequeñas piedras... salpicadas sobre él...

- 1852-54: Henry MacLauchlan estudió la posición del castillo y lo registró como un castillo de eje corto.[7]

- 1928: F.G. Simpson examinó el sitio y encontró solo suelo y escombros de la ocupación romana, asumiendo que incluso los cimientos habían sido robados. Simpson midió desde el borde exterior de la puerta este de Segedunum hasta el centro del castillo 1 a 1319 m. Sus mediciones entre los centros de castillo 1 y castillo 2 fueron de 1329 m.[6]

- 1947: El terreno de recreo que cubre el sitio del castillo 1 fue nivelado en 1947. Parte de la zanja del muro y los restos del castillo aún estaban, según Grace Simpson. También declaró en sus notas (alrededor de 1978) que el tramo de zanja había desaparecido por completo, pero que el rastro del castillo todavía era débilmente perceptible.[6]

- 1975: Investigación de English Heritage. Se observó que:[6]

El sitio recae en jardines que rodean un campo de bolos y no hay rastro del castillo.

- 1978: Grace Simpson (circa 1978) señala que el fragmento de zanja ya había desaparecido completamente pero el «rastro del castillo... todavía es débilmente discernible».[6]

## Torretas asociadas
Cada castillo miliar del Muro de Adriano tenía dos torretas asociadas. Estas torretas estaban situadas aproximadamente a un tercio y dos tercios de una milla romana al oeste del castillo, y probablemente habrían estado a cargo de la guarnición del castillo. Las torretas asociadas con el castillo miliar 1 se conocen como Torreta 1A y Torreta 1B.

### Torreta 1A
La torreta 1A probablemente se encontraba muy cerca de lo que es el cruce de la A187 Fossway y Coutts Road. Esto se basa en la medición, y no se ha identificado ninguna evidencia de la torreta. Una ubicación alternativa sería un tercio de una milla romana entre el sitio del castillo 1 en Horsely (Torreta 0B) y el castillo 2 (ubicación también dudosa).
- Ubicación en el mapa de Ordnance Survey 1:25 000: 54°58′55″N 1°33′25″O / 54.981990, -1.557071
- Ubicación alternativa en el mapa de Ordnance Survey 1:25 000: 54°59′01″N 1°32′57″O / 54.983713, -1.549161

### Torreta 1B
La torreta 1B probablemente se encontraba justo al oeste del cruce de la A187 Fossway y Roman Avenue. Esta ubicación fue sugerida por FG Simpson, y se basa en las mediciones desde el castillo 2 (cuya ubicación también está en duda). No se ha identificado ninguna evidencia de la torreta.
- Ubicación en el mapa de Ordnance Survey 1:25 000: 54°58′52″N 1°33′48″O / 54.981069, -1.563253

## Registro de monumentos
| Monumento                | Código de Monumento | Código del Historic England Archive |
| Castillo miliar 1        | 24837               | NZ 26 NE 24                         |
| Torreta 1A               | 24781               | NZ 26 NE 4                          |
| Torreta 1A (alternativa) | 24778               | NZ 26 NE 3                          |
| Torreta 1B               | 24786               | NZ 26 NE 5                          |